# Peter Plys (film fra 1977)
Peter Plys er en amerikansk tegnefilm fra 1977, der er den 22. Disney klassiker. 
Filmen tager udgangspunkt i A.A. Milnes historier om Peter Plys.Den film vi kender i dag som "Klassikeren PeterPlys" er faktisk sat sammen af tre Peter plys film.
"Peter Plys og honningtræet/Peter Plys på honningjagt" (DK: 1966) "Peter Plys i blæsevejr" (DK: 1970) og til sidst "Peter Plys og Tigerdyret" (DK: 1974) 
I 1977 blev de tre film samlet til en film "The many adventures of Winnie the Pooh"/"Klassikeren Peter plys", men det vides ikke hvornår den kom til Danmark og om det var i den forbindelse at stemmerne blev genindtalt.Da filmene kom som tre adskilte film var det med Louis Miehe-Renard som Peter Plys, men lydsporet blev i 1992 udskiftet, så danske børn i dag forbinder John Hahn-Petersens stemme med Peter Plys.

## Stemmer
| Rolle       | Originale stemme  | Dansk stemme       | Nye danske stemme  |
| ----------- | ----------------- | ------------------ | ------------------ |
| Peter Plys  | Sterling Holloway | Louis Miehe-Renard | John Hahn-Petersen |
| Grisling    | John Fiedler      | Paul Hagen         | Lars Thiesgaard    |
| Tigerdyr    | Paul Winchell     | Svend Asmussen     | Torben Zeller      |
| Ninka Ninus | Junius Matthews   | Walt Rosenberg     | Jens Zacho Böye    |
| Æsel        | Ralph Wright      | Carl Ottosen       | Nis Bank-Mikkelsen |
| Ugle        | Hal Smith         | Ingolf David       | Nis Bank-Mikkelsen |
| Fortæller   | Sebastian Cabot   | Louis Miehe-Renard | Jørgen Teytaud     |